# Sextii
La gens Sextia était une famille plébéienne de Rome, connue dès les débuts de la République et se poursuivant jusqu'à l'époque impériale. Le plus célèbre membre de la famille était Lucius Sextius Lateranus, qui, en tant que tribun de la plèbe de 376 à 367 avant J.-C, a empêché l'élection annuelle des magistrats, jusqu'à l'adoption de la lex Licinia Sextia, » au cours de la dernière année. Cette loi, présentée par Sextius et son collègue, Caius Licinius Stolon, ouvrit le consulat aux plébéiens et, l'année suivante, Sextius fut élu premier consul plébéien. Malgré l'antiquité de la famille, un seul autre membre a obtenu le consulat à l'époque de la République. Leur nom apparaît plus souvent dans les fastes consulaires sous l'Empire,.

## Origine
Le nomen Sextius est un surnom patronymique, dérivé du praenomen Sextus, signifiant "sixième", qui devait appartenir à l'ancêtre de la gens. La famille est souvent confondue avec la gens patricienne Sestia. Dans les faits, les deux familles peuvent avoir été réunies par le passé, cependant, les auteurs romains les considéraient comme des gentes distinctes. La gens plébéienne Sextilia était issue du même praenomen.

## Praenomina
Les Sextii utilisaient une variété de praenomina comme Marcus, Caius, Lucius, Publius, Quintus et Titus, qui étaient tous très courants tout au long de l'histoire romaine. Il existe des quelques exemples de Sextus, le praenomen qui a donné son nom à la famille, et peut-être aussi de Numerius . Certains des Sextii utilisaient également le praenomen Vibius, un nom également utilisé par les patriciens Sestii, ce qui suggère que les deux gentes puissent en effet avoir une origine commune,.

## Branches et cognomina
La plupart des Sextii sous la République ne portaient pas de surnom, ou n'avaient que des cognomines personnelles, au lieu de noms de famille. Il s'agit notamment de Baculus, Calvinus, Lateranus, Naso, Paconianus et Sabinus. 

## Membres
- Marcus Sextius, tribun de la plèbe en 414 avant J.-C, proposa qu'une colonie soit envoyée à Bolae[4].
- Marcus Sextius Sabinus, édile plébéien en 203 avant J.-C et préteur l'année suivante, et nommé gouverneur de la province de Gaule[5].
- Sextius, questeur du consul Lucius Calpurnius Bestia en Numidie, en 111 av J.-C [6]
- Publius Sextius, préteur designatus en 100 avant J.-C, a été accusé de corruption par Titus Junius, et condamné[7].
- Sextius, licteur proximus de Verres en Sicile, et son bourreau préféré[8].
- Publius Sextius Baculus, primus pilus dans l'armée de César en Gaule, qui s'est distingué à plusieurs reprises pour acte de bravoure[9].
- Sextius Naso, l'un des conjurés contre César en 44 av[10].
- Quintus Sextius, a conspiré contre Quintus Cassius Longinus, gouverneur de l'Hispania Ulterior, en 48 av. J.-C Après la découverte du complot, Sextius a obtenu de Cassius de l'épargner en échange d'une grosse somme d'argent[11],[12].
- Quintus Sextius, un philosophe de l'école des Sextii à l'époque de César ; ses œuvres étaient admirées par le jeune Sénèque[13].
- Sextius Niger, médecin de l'école des Sextii au début de l'Empire et auteur d'un ouvrage pharmacologique.
- Sextius Paconianus, l'un des agents de Sejanus, qui a été emprisonné après la chute de son maître en 31 après J.-C et étranglé par la suite pour avoir écrit des vers diffamatoires contre l'empereur[14].
- Lucius Aninius Sextius Florentinus, sénateur romain du IIe siècle, enterré à Pétra.

### Sextii Laterani
- Numerius Sextius, grand-père du tribun[15].
- Sextus Sextius N. f., père du tribun.
- Lucius Sextius Sex. F. N. n. Latéranus, tribun de la plèbe avec Caius Licinius Calvus de 376 à 367 avant J.-C, réussit à passer la lex Licinia Sextia, ouvrant le consulat aux plébéiens ; en 366, il devint le premier consul plébéien[2].

### Sextii Calvini
- Caius Sextius Calvinus, grand-père du consul.
- Caius Sextius C. f. Calvinus, père du consul.
- Caius Sextius C. f. C. n. Calvinus , consul en 124 av. J.-C., puis administra la province de Gaule. Il a conquis les Salluvii et a fondé la colonie d'Aquae Sextiae[16],[17],[18].
- Caius Sextius Calvinus, orateur et ami de Caius Julius Caesar Strabo ; il était connu ppour être borgne[19],[20].

### Sextii (originaire d'Ostie)
D’abord dépourvus de cognomen, les Sextii originaire d'Ostie (de la tribu Voturia) adoptent en premier lieu celui d’Africanus, rappelant les exploits de leur ancêtre, puis assez rapidement celui de Lateranus, proclamant ainsi une filiation directe depuis L. Sextius Lateranus, premier consul romain d’origine plébéïenne en 366 av. J.-C. Le nom est ensuite passé à la postérité lorsque le palais des Laterani devint propriété de l’Eglise, le fameux Latran.
- Titus Sextius, l'un des légats de César en Gaule, il a ensuite gérer la province d'Afrique à la place des triumvirs, jusqu'à ce que le gouvernement soit donné à Lépide, en 40 avant J.-C.
  - ? (Titus Sextius Africanus) (v. -55 - ?);
    - ? Sextia, (v.-25/0 - 34) , épouse de Mamercus Æmilius Scaurus puis de Lucius Cornelius Sulla Felix; ils se sont suicidés après que Scaurus ait été accusé de lèse-majesté en 34 après J.-C [21]
    - ? (Titus Sextius Lateranus) (v.-25 - ?)
      - ? Sextia, (v.5 - 66), épouse de Quintus Plautius[22]
      - ? Titus Sextius Africanus (v. 1 - ap. 36), tribun de la plèbe, préteur désigner;
        - Titus Sextius Africanus, (v.25 - 66), consul suffect en 59, censeur en Gaule en 61/63[23].
          - Titus Sextius Magius Lateranus, (v.55 - ap.94), consul en 94[24].
            - ? Titus Sextius Cornelius Africanus, (v.80 - ap.112), consul en 112[24].
              - Titius Sextius Africanus, (v.115 - 125/30), Evergéte à Athènes;
              - Titus Sextius Lateranus, (v.120 - 169/77), consul en 154.
                - Titus Sextius Magi(an)us Africanus (v.140 - ap.169)
                  - Titus Sextius Lateranus, (v.165 - ap.v.210), consul en 197[25];
                  - (Titus) Sextius Torquatus, (v.165/70 - ap.193);
                  - ? Sextia Cethegilla, (v.170 - ?), épouse de Marcus Clodius Pupienus Maximus;

                - ? Sextia Asinia Polla, (v.145 - ?), épouse de Marcus Nonius Mucianus;
                - ? Sextia Torquata, (v.145 - ?), épouse de Appius Claudius Martialis [26];

## Voir également
- Liste des gentes romaines
- Sestia (gens)
- École des Sextii